# NGC 2620
NGC 2620 è una vasta e lontana galassia a spirale situata nella costellazione del Cancro, a una distanza di circa 388 milioni di anni luce dalla nostra Via Lattea.

## Scoperta
La galassia è stata scoperta il 5 marzo 1863 dall'astronomo britannico William Lassell.

## Descrizione
NGC 2620 presenta una larga riga a 21 cm dell'idrogeno neutro.
Il database SIMBAD la classifica come galassia LINER, cioè una galassia il cui nucleo presenta uno spettro di emissione caratterizzato da larghe righe di atomi debolmente ionizzati.